# Earias novoguineana
Earias novoguineana är en fjärilsart som beskrevs av Bethune-Baker 1906. Earias novoguineana ingår i släktet Earias och familjen trågspinnare. Inga underarter finns listade i Catalogue of Life.